# حياة (فلم 1999)
حياة (بالإنجليزية: Life) هو فيلم رسوم متحركة كوميدي قصير. صدر الفيلم يوم 12 نوفمبر 1999.

## روابط خارجية
- مقالات تستعمل روابط فنية بلا صلة مع ويكي بيانات